# La famiglia Addams (musical)
La famiglia Addams (The Addams Family) è un musical statunitense del 2010, con musiche composte da Andrew Lippa su libretto di Marshall Brickman e Rick Elice. Lo spettacolo è basato sulla famiglia Addams, creata da Charles Addams per le vignette sul quotidiano The New Yorker alla fine degli anni trenta. Nonostante esistano numerosi adattamenti per il cinema, la televisione e altri media degli Addams, il musical è la prima produzione teatrale dedicata ai personaggi. The Addams Family è inoltre il primo show prodotto dalla Elephant Eye Theatricals.
Dopo un'anteprima a Chicago il 14 dicembre 2009, il musical ha debuttato a Broadway nell'aprile del 2010. Il cast originale comprendeva Nathan Lane, nei panni di Gomez, e Bebe Neuwirth, in quelli di Morticia.
Questa prima produzione ha dato l'ultimo spettacolo il 31 dicembre 2011, mentre una versione rivisitata è stata portata in tournée nel Nord America a partire dal settembre 2011. La prima dello spettacolo nel Regno Unito è stata annunciata il 5 settembre 2016 ed è stata inaugurata nell'aprile 2017 all'Edinburgh Festival Theatre di Edimburgo, prima di partire per un tour in tutta la nazione. In Italia il musical è stato rappresentato per la prima volta nel 2014 con Elio nella parte di Gomez e Geppi Cucciari in quella di Morticia.
Lo spettacolo ha vinto numerosi premi, compresi il Drama League Award e il Drama Desk Award, così come la versione in scena a Chicago ha vinto il Jeff Award e si è aggiudicata le nomination per diversi altri premi.

## Trama

### Edizione originale di Broadway
La famiglia Addams è in visita al cimitero per la riunione annuale di tutti i membri della famiglia (vivi, defunti e incerti) per celebrare ciò che significa essere un Addams. Lo Zio Fester ferma gli antenati degli Addams dal far rientro nelle loro tombe così da ottenere il loro aiuto: Mercoledì ha invitato il suo nuovo ragazzo, Lucas Beineke, e i suoi genitori, Mal e Alice, a cena. Mentre tortura Pugsley, Mercoledì confessa che l'amore la sta portando in nuova direzione. Nel frattempo i loro genitori, Morticia e Gomez, sono spaventati dei cambiamenti che stanno avvenendo alla loro figlia.
All'arrivo dei Beineke, Mercoledì e Lucas chiedono ai loro genitori di comportarsi normalmente, così da porter godere della cena. Ma nel momento in cui Lurch fa entrare i Beineke nella casa, la tensione inizia a crescere. Mal vorrebbe abbattere la casa; Alice inizia a recitare poemi felici a caso; Pugsley, Fester e la Nonna non riescono a comportarsi normalmente; Mercoledì, dopo aver indossato abiti neri per diciotto anni, appare indossando un abito giallo.
Più tardi, Lucas e Mercoledì, distanti dalle loro famiglie, rivelano che la ragione per cui hanno fatto conoscere i loro genitori, è per annunciare loro che intendono sposarsi. Gomez e Mal condividono qualche drink, presentando Mal a Bernice, il calamaro domestico degli Addams, mentre Alice ammette a Morticia che il suo matrimonio ha perso la passione iniziale. Morticia si sente chiamare "vecchia" dalla figlia e teme di cominciare ad avere le rughe. Rifiuta l'invito di Gomez a ballare il tango, lasciandolo solo e frustrato. Nel frattempo Pugsley teme che l'amore di Mercoledì la porti a smettere di torturarlo, così ruba una pozione alla Nonna dopo aver saputo che questa scatena la natura oscura di chi la beve, pianificando di somministrarla di nascosto a Mercoledì durante la cena.
A cena viene fatto un gioco: ognuno dei presenti deve confessare qualcosa. Gomez racconta una storia a proposito di spaventosi corvi e dei loro piedi, ma irrita Morticia paragonandola a una capra, mentre lo zio Fester ammette il suo amore per la Luna. Alice beve la pozione della Nonna e davanti a tutti dichiara che il suo matrimonio sta fallendo, rivelando la sua tristezza e il suo dolore. Mentre Mal, umiliato, vorrebbe andarsene con tutta la sua famiglia, Mercoledì annuncia che lei e Lucas si vogliono sposare, cosa che Lucas conferma timidamente. Il caos sommerge le due famiglie e lo zio Fester, nella speranza di essere d'aiuto, introduce gli avi defunti della famiglia, dando vita a un improvviso, terribile temporale che intrappola tutti nella casa per la notte.
Durante il temporale Mercoledì cerca di andarsene ma Lucas vuole stare con lei e sistemare le cose con le loro famiglie, causando la prima litigata tra i due fidanzati. In seguito Morticia teme di non essere più importante per la sua famiglia e ricorda a sé stessa che la morte l'attende. Mal e Alice litigano riguardo al loro matrimonio, dopo di che Alice recita una poesia senza rima. Lo zio Fester propone un intermezzo suonando il suo ukulele e cantando una canzone d'amore alla Luna.
Passeggiando nel giardino, Mercoledì incontra Gomez, che è felice che lei abbia trovato qualcuno da amare, pur essendo triste che la propria figlia sia cresciuta. Mercoledì è dispiaciuta che lei e Lucas siano così diversi, così Lucas, come prova d'amore, benda Mercoledì invitandola a centrare con una balestra una mela che lui si poggia sulla testa. Lei fa centro e i due si abbracciano.
Pugsley non riesce a dormire e Morticia lo conforta un po', ma lui non riesce a confessare di aver somministrato la pozione ad Alice. Nella grotta, Gomez e Fester cercando di convincere Mal ad aprirsi, ma senza successo, così alla fine viene rapido da Bernice e trascinato nelle fogne.
La nonna, sentendo la parola "amore", canta assieme a Gomez e Fester. Più tardi Alice viene condotta nella grotta da Lurch dove trova Mal, di ritorno dalla sua nuotata con Bernice, che ha imparato ad apprezzare ciò che ha dopo aver passato del tempo tra i tentacoli di un calamaro innamorato e dichiara di amare ancora Alice. Gomez invece sale sul tetto a professare il proprio amore per Morticia, i due si baciano e ballano il tango.
Con tutte le coppie riunite, Pugsley confessa di aver somministrato la pozione ad Alice, ma viene ringraziato perché così facendo ha aiutato tutti a rimettersi assieme. Lo zio Fester, legatosi a un razzo, dichiara di volersi sparare sulla Luna. Mentre tutti cantano l'ultima canzone, sconvolti di sentire Lurch cantare a gran voce per la prima volta, si vede una nuvola di fumo sulla Luna, segno che Fester ha allunato.

### Edizione per la tournée negli USA e GB
Nell'edizione per la tournée statunitense, la trama è stata così cambiata.
Dopo la canzone di apertura, lo zio Fester si rivolge direttamente al pubblico raccontando la storia d'amore tra Mercoledì e Lucas e dichiara che gli antenati degli Addams non sono disposti a tornare nelle loro tombe finché l'amore non avrà prevalso. Mercoledì confessa il suo amore per Lucas a Gomez, ma gli fa promettere di non dirlo a Morticia finché le due famiglie non saranno riunite a cena la sera stessa.
Morticia osserva che Gomez si comporta in modo insolito, il che causa della tensione tra i due, specialmente perché Gomez non le ha mai mentito prima di allora. Quando la cena permette ai segreti di essere rivelati, Morticia si chiede se il suo matrimonio possa essere salvato, mentre Mal e Alice hanno anche loro degli screzi.
Quando Mal osserva il sacrificio che Lucas è disposto a fare quando Mercoledì colpisce la mela sulla sua testa, si riconcilia anch'esso con Alice. Gomez riesce fermare Morticia quando questa sta per lasciare la famiglia ricordandole che lei si è comportata nella stessa maniera di Mercoledì, quand'era giovane.
Tutti i riferimenti al calamaro gigante Berenice sono stati rimossi. Alcune canzoni inoltre sono state modificate o tolte. In particolare il brano Let's Not Talk About Anything Else But Love è stato tolto, ma alcune porzioni del testo sono state usate nella canzone del primo atto Fester's Manifesto e nella ripresa But Love.

## Cast
I cast delle principali rappresentazioni del musical.
| Ruolo            | Cast USA                              | Cast USA           | Cast britannico      | Cast belga            | Cast francese      | Cast spagnolo   | Cast olandese        | Cast italiano                                        | Cast italiano           | Cast italiano                   | Cast italiano     |
| Ruolo            | Cast Broadway (sostituti)             | Cast tournée       | Cast britannico      | Cast belga            | Cast francese      | Cast spagnolo   | Cast olandese        | Cast 2014                                            | Cast 2018               | Cast 2019                       | Cast 2022         |
| Famiglia Addams  | Famiglia Addams                       | Famiglia Addams    | Famiglia Addams      | Famiglia Addams       | Famiglia Addams    | Famiglia Addams | Famiglia Addams      | Famiglia Addams                                      | Famiglia Addams         | Famiglia Addams                 | Famiglia Addams   |
| ---------------- | ------------------------------------- | ------------------ | -------------------- | --------------------- | ------------------ | --------------- | -------------------- | ---------------------------------------------------- | ----------------------- | ------------------------------- | ----------------- |
| Gomez            | Nathan Lane (Roger Rees)              | Douglas Sills      | Cameron Blakely      | Nick Durivault        | Guillaume Bouchède | Xavi Mira       | Johnny Kraaikamp     | Elio                                                 | Gabriele Cirilli        | Gabriele Cirilli                | Andrea Rodi       |
| Morticia         | Bebe Neuwirth (Brooke Shields)        | Sara Gettelfinger  | Samantha Womack      | Sharon Slabbinck      | Lucie Riedinger    | Carmen Conesa   | Pia Douwes           | Geppi Cucciari                                       | Jacqueline Ferry        | Pamela Lacerenza                | Barbara Corradini |
| Zio Fester       | Kevin Chamberlin (Brad Oscar)         | Blake Hammond      | Les Dennis           | Stephan Vanden Berghe | Laurent Conoir     | Fernando Samper | Tony Neef            | Pierpaolo Lopatriello                                | Umberto Noto            | Umberto Noto                    | Guido Turchi      |
| Mercoledì        | Krysta Rodriguez (Rachel Potter)      | Cortney Wolfson    | Carrie Hope Fletcher | Bo De Laere           | Charlotte Hervieux | Lydia Fairén    | Marjolein Teepen     | Giulia Odetto                                        | Lucia Blanco            | Rosy Messina                    | Antea Galli       |
| Pugsley          | Adam Riegler                          | Patrick D. Kennedy | Grant McIntyre       | Cato Goffin           | Magali Guerée      | Alejandro Mesa  | Martijn Vogel        | Giacomo Nasta Leonardo Garbetta Emanuele Ghizzinardi | Alfredo Simeone         | Alfredo Simeone                 | Pasquale Gramegna |
| Nonna            | Jackie Hoffman                        | Pippa Pearthree    | Valda Aviks          | Marleen Depaemelaere  | Stéphanie Gagneux  | Meritxell Duró  | Irene Kuiper         | Sergio Mancinelli                                    | Annamaria Schiattarella | Claudia Campolongo              | Barbara Bertoni   |
| Lurch            | Zachary James                         | Tom Corbeil        | Dickon Gough         | Quinten De Smedt      | Vincent Gilliéron  | Javier Canales  | Raymond Paardekooper | Filippo Musenga                                      | Filippo Musenga         | Filippo Musenga                 | Luca Gallo        |
| Famiglia Beineke |                                       |                    |                      |                       |                    |                 |                      |                                                      |                         |                                 |                   |
| Lucas            | Wesley Taylor                         | Brian Justin Crum  | Oliver Ormson        | Thomas Wartel         | Simon Gallant      | Íñigo Etayo     | Terence van der Loo  | Paolo Avanzini                                       | Luigi Fiorenti          | Giuseppe Orsillo                | Mattia Baldacci   |
| Mal              | Terrence Mann                         | Martin Vidnovic    | Dale Rapley          | Thomas Maes           | Cyril Romoli       | Andrés Navarro  | Dick Cohen           | Andrea Spina                                         | Andrea Spina            | Andrea Carli                    | Luca Mazzamurro   |
| Alice            | Carolee Carmello (Heidi Blickenstaff) | Crista Moore       | Charlotte Page       | Hanne De Bree         | Dalia Constantin   | Julia Möller    | Mylène d'Anjou       | Clara Maselli                                        | Giovanna D'Angi         | Mary La Targia/ Floriana Monici | Erika Del Re      |

## Numeri musicali

### Anteprima a Chicago
Atto I
- Overture – Antenati
- Clandango – La famiglia Addams, Antenati
- Let's Not Talk About Anything Else (Prelude) – Zio Fester, Antenati
- Pulled – Mercoledì, Pugsley
- Passionate and True – Morticia, Gomez
- Let's Not Talk About Anything Else – Zio Fester, Antenati
- One Normal Night – Compagnia
- At Seven – Mal, Gomez, Alice, Morticia, Mercoledì, Lucas
- What If – Pugsley
- Full Disclosure (Part 1) – Compagnia
- Waiting – Alice, Antenati
- Full Disclosure (Part 2) – Compagnia

Atto II
- Opening Atto II – Antenati
- Second Banana – Morticia, Antenati
- Happy/Sad – Gomez
- Crazier Than You – Mercoledì, Lucas
- The Moon and Me – Zio Fester, Antenti femmine
- Let's Not Talk About Anything Else But Love (Reprise) – Mal, Gomez, Zio Fester
- Teach Me How To Tango – Alice, Gomez, Morticia
- Tango de Amor – Orchestra
- In the Arms – Mal, Alice, Antenati
- Move Toward the Darkness – Compagnia

### Broadway
Atto I
- Overture – Antenati
- When You're an Addams – La famiglia Addams, Antenati
- Pulled – Mercoledì, Pugsley
- Where Did We Go Wrong – Morticia, Gomez
- One Normal Night – Compagnia
- Morticia – Gomez, Antenti maschi
- What If – Pugsley
- Full Disclosure (Part 1) – Compagnia
- Waiting – Alice, Antenati
- Full Disclosure (Part 2) – Compagnia

Atto II
- Opening Atto II – Antenati
- Just Around the Corner – Morticia, Antenati
- The Moon and Me – Zio Fester, Antenti femmine
- Happy/Sad – Gomez
- Crazier Than You – Mercoledì, Lucas
- Let's Not Talk About Anything Else But Love – Mal, Gomez, Zio Fester
- Let's Not Talk About Anything Else But Love (Reprise) † – Nonna, Gomez, Zio Fester
- In the Arms – Mal, Alice, Antenati
- Live Before We Die – Gomez, Morticia
- Tango de Amor – Orchestra
- Move Toward the Darkness – Compagnia

† Non incluso nella locandina originale.

### Tour USA
Atto I
- Overture – Antenati
- When You're an Addams – La famiglia Addams, Antenati
- Zio Fester's Manifesto † – Zio Fester
- Two Things † – Gomez
- Mercoledì's Growing Up † – Gomez
- Three Things † – Gomez
- Trapped † – Gomez
- Honor Roll † / Pulled – Mercoledì, Pugsley
- Four Things † – Gomez
- One Normal Night – Compagnia
- But Love (Reprise 1 & 2) † – Zio Fester, Antenati
- Secrets † – Morticia, Alice, Antenti femmine
- Trapped (Reprise) † / Gomez's What If † – Gomez
- What If – Pugsley
- Full Disclosure (Part 1) – Compagnia
- Waiting – Alice, Antenati
- Full Disclosure (Part 2) – Compagnia

 Atto II
- Opening Atto II – Antenati
- Just Around the Corner – Morticia, Antenati
- The Moon and Me – Zio Fester, Antenti femmine
- Happy/Sad – Gomez
- Crazier Than You † – Mercoledì, Lucas, Mal, Alice
- Not Today † – Gomez
- Live Before We Die – Gomez, Morticia
- Tango de Amor – Orchestra
- Move Toward the Darkness – Compagnia
- Bows † – Compagnia

† Non incluso nell'album contenente la colonna sonora dello spettacolo di Broadway

## Produzione
Nel 2007 i produttori del progetto annunciarono di aver ottenuto i diritti dalla Tee and Charles Addams Foundation per creare un musical per Broadway tratto dalla famiglia Addams e anticiparono che lo show sarebbe stato mostrato in anteprima fuori città durante la stagione 2009-2010. Questa fu la prima volta che i personaggi delle vignette disegnate da Charles Addams vennero concessi per una produzione teatrale. I principali produttori erano Stuart Oken e Roy Furman, cui si aggiunse in seguito Vivek Tiwary. Secondo quanto riferito, la Fondazione Addams mantenne il controllo sul contenuto dello spettacolo e insistette sul fatto che, invece di trarre la trama dalla serie televisiva o dal film The Addams Family, il team di produzione ideasse un musical originale basato esclusivamente sui disegni di Addams.
Marshall Brickman e Rick Elice furono ingaggiati per scrivere il libretto, mentre Andrew Lippa per comporre la musica. Julian Crouch, fondatore dell'Improbable Theatre, e Phelim McDermott erano registi e designer originali, mentre la coreografia venne affidata a Sergio Trujillo. Quando emersero le idee per l'aspetto generale dello spettacolo, Crouch affermò che lui e McDermott si erano rivolti al personaggio dello Zio Fester per l'ispirazione, chiedendosi: "Se Fester avesse voluto fare uno spettacolo a Broadway, che tipo di spettacolo avrebbe fatto?". I partner hanno descritto il risultato come "un originale gotico del XIX secolo".
Dopo la prova tenuta a Chicago, sono stati apportati alcuni cambiamenti. Le canzoni Clandango, Passionate and True, At Seven e Second Banana sono state sostituite da When You're an Addams, Where Are We Go Wrong?, Morticia e Just Around the Corner. Le canzoni One Normal Night, Full Disclosure, Part 2, Crazier Than You, Move Toward the Darkness e Tango De Amor sono state riscritte.

## Rappresentazioni

### Nord America

#### Broadway
L'8 marzo 2010 venne rappresentata l'anteprima dello spettacolo al Lunt-Fontanne Theatre di Broadway, con una prima ufficiale l'8 aprile. Inizialmente fu stimato che il costo della rappresentazione sarebbe stato di 10 milioni di dollari, ma in seguito il budget salì a 15 milioni. Tutto il cast dell'anteprima si trasferì a Broadway. Il team creativo incudeva McDermott e Crouch alla regia, Trujillo alla coreaografia, Natasha Katz alle luci, Basil Twist in qualità di burattinaio, Gregory Meeh agli effetti speciali e Larry Hochman all'orchestrazione.
Lo spettacolo si è aggiudicato un Drama Desk Award per il design del set, ma non ha ricevuto altri premi importanti. Ad ogni modo ha vinto il premio dell'audience di Broadway.com per il miglior nuovo musical di Broadway, la miglior performance di un attore protagonista in un musical di Broadway a Kevin Chamberlin, il miglior, la miglior performance a Krysta Rodriguez e la miglior coppia a Nathan Lane e Bebe Neuwirth.
Un articolo di Playbill del 2011 riporta la notizia che lo show ha incassato più di 62 milioni di dollari. Lo spettacolo ha celebrato la sua cinquecentesima rappresentazione il 16 giugno 2011. Nel maggio 2011 Playbill ha riportato che "è in corso la pianificazione di altre rappresentazioni a livello internazionale".
Erano circolate voci in merito a una possibile partecipazione di Cassandra Peterson (celebre per il suo personaggio di Elvira) nella parte di Morticia, fino a che i produttori decisero di chiudere lo spettacolo alla fine dell'anno. Le rappresentazioni di Broadway hanno cessato il 31 dicembre 2011, dopo 35 anteprime e 722 rappresentazioni.

#### Tour nordamericano
Nel settembre 2011 inizia il tour nazionale negli Stati Uniti, pertendo dal Mahalia Jackson Theater for the Performing Arts di New Orleans. Le date includono: Atlanta, Miami, Boston, Hartford, Saint Paul, Filadelfia, Dallas, Pittsburgh, Buffalo, Los Angeles, Kansas City, Orlando e San Diego. La maggior parte delle quali fa parte del circuito Elephant Eye Theatricals e hanno contribuito alla produzione del musical a Broadway e nel resto del paese.
Tra il 16 e il 27 novembre del 2011 la stessa versione del musical del tour USA viene messa in scena a Toronto, in Canada, al Toronto Centre for the Arts Douglas Sills e Sara Gettelfinger interpretano rispettivamente Gomez e Morticia Addams.
La versione del tour ha "un nuovo plot conflittuale, canzoni nuove, rivisitate o riordinate a rimpiazzare le precedenti, una orchestrazione più fresca e un balletto dove necessario".
Nel 2013 inizia un secondo tour in Nord America, prodotto dalla Phoenix Entertainment, con protagonisti Jennifer Fogarty nei panni di Mercoledì, KeLeen Snowgren come Morticia, Jesse Sharp come Gomez, Shaun Rice come Zio Fester e Sam Primack come Pugsley.

### Rappresentazioni internazionali

#### Centro e Sud America
La prima data della tournée internazionale del musical, viene rappresentata dal marzo al dicembre del 2012 al Teatro Abril di San Paolo, in Brasile, prodotta da T4F in lingua portoghese con il titolo A Família Addams, con Marisa Orth e Daniel Boaventura come interpreti principali. La stessa produzione viene poi rappresentata a partire dal 10 gennaio 2013 al Vivo Rio di Rio de Janeiro.
Il 9 giugno 2013 hanno inizio le rappresentazioni al Teatro Ópera di Buenos Aires, in Argentina della versione in lingua spagnola Los Locos Addams. Anche questa versione viene prodotta da T4F (Time For Fun), la stessa compagnia che ha prodotto anche O Fantasma da Ópera"/"El Fantasma de la Ópera (Il fantasma dell'Opera), A Bela e a Fera/La Bella y la Bestia (La bella e la bestia (musical 1994)) A Noviça Rebelde/La Novicia Rebelde (The Sound of Music) e Mamma Mia!. Il cast comprende: Gabriel Goity nella parte di Homero (Gomez), Julieta Díaz come Morticia, Santiago Ríos come Tío Lucas (Zio Fester), Gabi Goldberg come Abuela (Nonna), Alejandro Viola come Mauricio Beineke (Mal Beineke), Dolores Ocampo come Alice Beineke, Laura Esquivel come Merlina (Mercoledì), Marcelo Albamonte come Largo (Lurch) e Marco Di Mónaco come Lucas Beineke. Quattro bambini interpretano Pericles (Pugsley): Kevin La Bella, Jorge Chamorro, Tadeo Galvé e Valentino Grizutti.
Dal 31 ottobre 2013 Los Locos Addams viene rappresentato al Teatro Marsano di Lima, in Perù, diretto da Domenico Poggi. Viene prodotto da La Gran Manzana, la stessa che produce anche Rent. Il cast comprende Diego Bertie come Homero (Gomez), Fiorella Rodriguez come Morticia, Nicolás Fantinato come Tío Lucas (Zio Fester), Patricia Portocarrero e Fiorella Rojas come Abuela (Nonna), Gina Yangali come Merlina (Mercoledì), Gustavo Mayer come Largo (Lurch), Luis Baca come Walter Beineke (Lucas Beineke), Trilce Cavero come Alice Beineke, Miguel Alvarez come Mal Beineke, Giuseppino Castellano e Brando Gallesi come Pericles (Pugsley).
Nell'ottobre del 2014 lo spettacolo viene rappresentato in Messico come Los Locos Addams, il nome che nel paese ha anche la serie televisiva, con Susana Zabaleta nei panni di Morticia, Jesús Ochoa in quelli di Homero, Gloria Aura come Merlina, Miguel Ángel Pérez e Sebastián Gallegos come Pericles, Gerardo González come El tío Lucas (Fester Addams), Raquel Pankowsky come La abuela (Nonna) e José Roberto Pisano come Lurch. Il cast inoltre comprende Luca Duhart come Tomás Beineke (Lucas Beineke), Tomás Castellanos come Mauricio Beineke (Mal Beineke) e Marisol del Olmo come Alicia Beineke (Alice Beineke).

#### Europa
Il 29 settembre 2012 il musical ha la prima rappresentazione europea al Östgötateatern di Norrköping, in Isvezia. Questa versione ha la regia di Mattias Carlsson e la direzione d'orchestra di Johan Siberg, con protagonisti Petra Nielsen (Morticia), Christian Zell (Gomez), Jenny Holmgren (Mercoledì), Fabian Nikolajeff e Kalle Jansson (Pugsley), Jesper Barkselius (Zio Fester), Gunnel Samuelsson (Nonna), Jan Unestam (Lurch), Carina Söderman (Alice), Sven Angleflod (Mal) e Linus Henriksson (Lucas)
Il 4 ottobre 2013 ha la prima la versione finlandese del musical nel Tampereen Työväen Teatteri di Tampere. Questa rappresentazione vede la regia di Tiina Puumalainen, il desgign di Teppo Järvinen e la direzione orchestrale di Pekka Siistonen, il cast è costituito da: Puntti Valtonen (Gomez), Eriikka Väliahde (Morticia), Laura Alajääski (Mercoledì), Jukka Nylund (Pugsley), Matti Pussinen-Eloranta (Mumma - Nonna), Samuli Muje (Zio Fester), Minna Hokkanen (Alice), Mika Honkanen (Mal), Juha-Matti Koskela (Lucas) e Sami Eerola (Lurch).
Nel luglio 2014 debutta la versione in lingua tedesca del musical a Merzig, in Germania, che viene rappresentato fino al settembre dello stesso anno. In dicembre viene rappresentato a Brema. Il cast comprende molti attori televisivi e musicali tedeschi: Uwe Kröger (Gomez), Edda Petri (Morticia), Jana Stelley (Mercoledì), Enrico DePieri (Fester), Anne Welte (Nonna), Noah Walczuch (Pugsley), Ethan Freeman (Mal Beineke), April Hailer (Alice Beineke) e Dominik Hees (Alice Beineke). Questo cast incide anche un album con le musiche del musical, che viene pubblicato nel dicembre 2014.
La versione italiana del musical, intitolata La famiglia Addams, viene rappresentata per la prima volta a ottobre 2014 a Milano. Il cast comprende Elio e Geppi Cucciari rispettivamente nella parte di Gomez e di Morticia, Pierpaolo Lopatriello (Zio Fester), Giulia Odetto (Mercoledì), Leonardo Garbetta (Pugsley), Sergio Mancinelli (Nonna), Filippo Musenga (Lurch) Paolo Avanzini (Lucas Beineke), Clara Maselli (Alice Beineke), Andrea Spina (Mal Beineke). I costumi sono di Antonio Marras, la supervisione delle musiche e la direzione musicale è di Cinzia Pennesi, la scenografia di Guido Fiorato, le luci di Marco Filibeck, la regia di Giorgio Gallione e la traduzione e l'adattamento in italiano per opera dello scrittore Stefano Benni. Una seconda edizione italiana si tiene nel 2018 e nel 2019 con Gabriele Cirilli nella parte di Gomez, Jacqueline Ferry e Pamela Lacerenza in quella di Morticia.
Il 5 settembre 2016 viene annunciato che il musical The Addams Family sarebbe stato rappresentato in un tour che avrebbe coperto la Gran Bretagna e l'Irlanda e che sarebbe stato prodotto da Katy Lipson per la Aria Entertainment e John Stalker per la Music & Lyrics Productions, con James Yeoburn e Stuart Matthew Price come produttori associati per la United Theatrical e Guy James, con la regia di Matthew White. Il 20 aprile 2017 viene tenuta la prima all'Edinburgh Festival Theatre. Il cast comprende: Carrie Hope Fletcher (Mercoledì), Samantha Womack (Morticia) e Les Dennis (Zio Fester). L'ultima rappresentazione si tiene all'Orchard Theatre di Dartford il 4 novembre 2017, dopodiché la produzione viene trasferita al MES Theatre di Singapore, dove si tiene dal 15 novembre al 3 dicembre 2017.
Nel settembre 2017 viene rappresentata la versione in lingua francese a Le Palace di Parigi, in Francia, come parte della stagione 2017-2018 del cartellone del teatro. Dopo l'ultima rappresentazione del gennaio 2018, lo spettacolo si sposta al Casinò de Paris a partire dal 7 ottobre 2018, per un numero limitato di esibizioni.
Il biennio 2023-2024 vedrà messa in scena una nuova produzione Italiana a cura della Compagnia UVM Show&Musical, che ne ha curato anche una nuova traduzione, con la regia di Michele William Barbato, che prenderà il via da aprile 2023.

#### Australia
Nel marzo 2013 il musical viene rappresentato per la sua prima australiana al Capitol Theatre di Sydney. Il cast comprende John Waters (Gomez), Chloe Dallimore (Morticia), Russell Dykstra (Zio Fester), Teagan Wouters (Mercoledì) e Ben Hudson (Lurch). La produzione termina le rappresentazioni il 9 giugno 2013. I progetti di continuare il tour in altre città australiane vengono cancellati, visti i scarsi risultati al botteghino del musical.

#### Asia
Dopo il secondo tour nordamericano, The Addams Family viene rappresentato in Asia. Molto, se non tutto, il cast del secondo tour si trasferisce in Asia, eccezion fatta per Sam Patrick, che viene rimpiazzato da Connor Barth.
Dal 15 novembre al 1º dicembre 2013 The Addams Family viene rappresentato al Meralco Theater di Manila, nelle Filippine, prodotto da Atlantis Productions. Il cast comprende: Arnell Ignacio (Gomez), Eula Valdez (Morticia), K-La Rivera (Wednesday) e Ryan Gallagher (Lucas).

## Accoglienza
Variety ha recensito l'anteprima di Chicago con le seguenti parole: "Lo spettacolo è sovraffollato e poco focalizzato [...] Da una prospettiva strutturale la narrazione è un'azione ascendente seguita da una risoluzione rapida e non molto convincente [...] è molto divertente, in particolare grazie a Chamberlin, il cui sdolcinato numero The Moon and Me è un momento comico culminante, così come le interpretazioni di Hoffman e Lane". Il critico teatrale Chicago Sun-Times ha invece intessuto le lodi dello spettacolo, ma mentre il critico del Chicago Tribune ha trovato il musical godibile, ha invece rimarcato "lo show è dirottato dagli Addams che si comportano in modo strano (cioè normalmente)" e che "la crisi di Morticia nei confronti del passare degli anni" è "un colpo di scena molto inquietante" e forse troppo fuori dal personaggio.
Le recensioni della produzione di Broadway sono state miste, ma per lo più negative (il voto medio della maggior parte delle riviste è stato "D+"). Il critico del Bloomberg News John Simon lo ha definito "Un musical sfarzoso in cui i vivi e i morti sono ugualmente pieni di personalità, specialmente il coro degli antenati che esibisce un meraviglioso spirito di corpo morto" (con un gioco di parole intraducibile su "corp"/"corpse", cioè "corpo"/"cadavere"). Comunque, Ben Brantley del New York Times scrive che si tratta di "un tiepido goulash di canto e ballo vaudevile di routine, scherzi alla Borscht Belt, zingarate pungenti da sitcom e accoglienti trame romantiche". In genere sono state espresse lodi nei confronti degli attori, in particolare di Nathan Lane. Un recensore di Associated Press ha scritto: "Lane, con un delizioso accento spagnolo, è l'attore che lavora più sodo a Broadway. Comunque vale il prezzo con il quale lo pagano - e spero sia molto. L'attore possiede un gusto teatrale che fa muovere il musical ogni volta che lui è sul palco".
A dispetto delle critiche per lo più negative dei critici newyorkesi, il musical è stato rappresentato al 100% delle sue capacità e si è posizionato al terzo posto dietro a Wicked e The Lion King ogni settimana in cui è stato messo in scena in anteprima. Il New York Times ha riportato che a dispetto dei "giudizi feroci che seppellirebbero la maggior parte degli spettacoli", The Addams Family ha venduto $851.000 di biglietti, con una punta di $15 milioni di prevendite la settimana seguente la sua prima, "cifre enormi per un nuovo spettacolo a Broadway". Il Times attribuisce questo successo all'amato marchio nel titolo, alla nostalgia, alla forza dei protagonisti e alla campagna pubblicitaria di prima qualità che ha preceduto lo spettacolo.
Il ritorno a Chicago dello spettacolo è stato acclamato come "trionfante" dal New City Chicago, spingendo Hedy Weiss del Chicago Sun-Times a scrivere: "Nota per Broadway (e non è la prima volta): se si vuol vedere come far scattare un musical in posizione - come raggiungere un pubblico in quel modo misterioso, cruciale per ottenere il successo, come delineare i personaggi in modo che non possiamo fare a meno di tifare per loro e come trasformare ogni numero dello spettacolo in un'esplosione vertiginosa di canzoni e balli - fare una visita all'idealmente intimo Mercury Theatre di Chicago".

## Discografia
Un album con la colonna sonora della versione del musical di Broadway, cantata dal cast originale, è stato pubblicato l'8 giugno 2010 dalla casa discografica Decca Broadway, l'album era inoltre disponibile già dal 1º giugno al Lunt-Fontanne Theatre. L'album è stato registrato il 19 aprile 2010 ed è stato prodotto da Andrew Lippa.

## Riconoscimenti

### Broadway
- 2010 - Tony Award
  - nomination Best Original Score ad Andrew Lippa
  - nomination Best Performance by a Featured Actor in a Musical a Kevin Chamberlin
- 2010 - Drama Desk Award
- Outstanding Set Design a Phelim McDermott, Julian Crouch e Basil Twist
  - nomination Outstanding Musical
  - nomination Outstanding Actor in a Musical a Nathan Lane
  - nomination Outstanding Featured Actor in a Musical a Kevin Chamberlin
  - nomination Outstanding Featured Actress in a Musical a Carolee Carmello
  - nomination Outstanding Music ad Andrew Lippa
  - nomination Outstanding Lyrics ad Andrew Lippa
- 2010 - Drama League Award
  - Distinguished Production of a Musical
  - nomination Distinguished Achievement in Musical Theatre a Nathan Lane
  - nomination Distinguished Performance a Nathan Lane e Bebe Neuwirth
- 2010 - Outer Critics Circle Award
  - Outstanding Set Design (Play or Musical) a Phelim McDermott e Julian Crouch
  - nomination Outstanding Actor in a Musical a Nathan Lane
  - nomination Outstanding Actress in a Musical a Bebe Neuwirth
  - nomination Outstanding Featured Actor in a Musical a Kevin Chamberlin
  - nomination Outstanding Featured Actress in a Musical a Carolee Carmello

### Chicago
- 2015 - Jeff Award
  - Production—Musical—Midsize
  - nomination Costume Design—Midsize a Frances Maggio
  - nomination Actor in a Principal Role—Musical a Karl Hamilton

### Regno Unito
- 2018 - Whatsonstage Award
  - Best Actress in a Musical a Carrie Hope Fletcher
  - nomination Best Regional Production